# 愛のかたち (清木場俊介の曲)
「愛のかたち」（あいのかたち）は、日本の歌手清木場俊介の楽曲である。2008年2月6日にrhythm zoneから9枚目のシングルとして発売された。

## 概要
前作『SAKURA』より約2か月ぶりのリリースで、映像作品『VIDEO CLIPS』と同時リリース。
ジャケットが異なる【CD＋DVD】と【CD】の2形態で発売された。DVDにはFC LIVE"清木場祭2007"から「Baby」「爾来〜10年後のボク等〜」を収録。
シングルは、2008年2月18日付のオリコン週間シングルランキングで10位を記録した。

## 収録曲

### CD
1. 愛のかたち (5:05)
  - （作詞：清木場俊介 / 作曲・編曲：春川仁志 / ストリングス編曲：村山達哉、春川仁志）

TBS系『王様のブランチ』2008年2・3月度エンディングテーマ。
春川とのタッグはEXILE時代に書いた「ただ…逢いたくて」以来で、清木場は「どうしてもあの頃のにおいが濃くなるから、ソロで求められることに抵抗があった。」と語っている[2]。
翌年にリリースされたベスト・アルバム『清木場俊介 SONGS 2005-2008』でアルバム初収録となったが、オリジナル・アルバムには未収録となった。
2014年に発売されたベスト・アルバム『唄い屋・BEST Vol.1』にはリレコーディングされた音源[3]、リミックス・アルバム『唄い屋・REMIXES Vol.1』にはnagomu tamakiによるリミックスバージョンが収録された[4]。
2. 羽1/2 Live Version (2007.12.25 TOKYO INTERNATIONAL FORUM HALL A) (6:48)
  - （作詞：SHUN / 作曲・編曲：長岡成貢）

EXILEの楽曲のセルフカバー。2007年12月25日東京国際フォーラムで行われたFC LIVE"清木場祭2007"でのライブ音源。伴奏はピアノのみとなっている。
3. 愛のかたち カラオケ (5:07)
4. 愛のかたち インストゥルメンタル (Symphony Version) (5:25)
  - （編曲：村山達哉）

### DVD
FC LIVE"清木場祭2007"のライブ映像を収録
1. Baby
2. 爾来 〜10年後のボク等〜

## 参加ミュージシャン

### CD
愛のかたち
- 清木場俊介：Vocal
- 春川仁志：Programming & All Other Instruments
- 山口周平：Guitar
- 山口寛雄：Bass
- 村山桐山ストリングス：Strings

羽1/2 Live Version(2007.12.25 TOKYO INTERNATIONAL FORUM HALL A
- 清木場俊介：Vocal
- 川村ケン：Piano

愛のかたち インストゥルメンタル (Symphony Version)
- 村山桐山ストリングス：Strings
- 藤田乙比古、萩原顕彰：Horn
- Masahiko Kawamura：Oboe
- 紺野紗衣：Piano

### DVD
- 清木場俊介：Vocal
- 川村ケン：Keyboard
- 高橋圭一：Guitar
- 堀川真理夫：Bass
- 木村建：Guitar
- 山本創：Saxophone
- 川根来音：Vocal & Acoustic Guitar（＃2）

## 収録アルバム
愛のかたち
- 清木場俊介 SONGS 2005-2008
- 唄い屋・BEST Vol.1（再録）
- 唄い屋・REMIXES Vol.1（nagomu tamaki REMIX）

羽1/2 Live Version(2007.12.25 TOKYO INTERNATIONAL FORUM HALL A
- 清木場祭2007